# Трента
Трента (итал. Trenta) је насеље у Италији у округу Козенца, региону Калабрија.
Према процени из 2011. у насељу је живело 900 становника. Насеље се налази на надморској висини од 607 м.

## Становништво
Према резултатима пописа становништва 2011. у општини је живело 2.722 становника.
| 1931. | 1936. | 1951. | 1961. | 1971. | 1981. | 1991. | 2001. | 2011. |
| ----- | ----- | ----- | ----- | ----- | ----- | ----- | ----- | ----- |
| 1.767 | 1.903 | 2.248 | 1.988 | 1.871 | 2.013 | 2.466 | 2.695 | 2.722 |